# Isaäc Pierre Constant Graafland
Jhr. Isaäc Pierre Constant Graafland (Semarang 27 februari 1851 - 's-Gravenhage, 30 november 1918) was een ambtenaar in Nederlands-Indië en letterkundige.

## Familie
Graafland, lid van de familie Graafland, was een zoon van jhr. mr. Joan Graafland (1816-1869), raadsheer bij het Hooggerechtshof van Nederlands-Indië, en Anna Engelina Florieza van Bronckhorst (1832-1876). Hij trouwde in 1896 met Christine Henriette de Graaf (1859-1938) uit welk huwelijk geen kinderen werden geboren.

## Leven en werk
Graafland was aanvankelijk planter op Java, daarna ambtenaar bij de Staatsspoorwegen in Nederlands-Indië en werd daarna journalist waarbij hij schreef over het leven van Europeanen in Indië. Hij schreef onder het pseudoniem Creusesol. In 1899 vestigde hij zich in Nederland.
In 1916 publiceerde hij Bestaat de stille kracht? Het behandelt het zogenaamde bovennatuurlijke vermogen, toegeschreven aan Oosterlingen (zoals hij het noemt) om personen schrik aan te jagen. Hij refereert al meteen in zijn inleiding aan het boek De stille kracht van de schrijver Louis Couperus (1863-1923) die, zo zegt hij, "de genialiteit [had] om ervoor te bedenken den volmaakt passenden, den alleszeggenden naam van De Stille Kracht ". In zijn publicatie gaat Graafland ook in op het door Couperus beschreven geval, maar behandelt ook andere soortgelijke geboekstaafde geschiedenissen.